# Ascenso LPF Apertura 2018
La Liga Nacional de Ascenso, por motivo de patrocinio Liga Ascenso Cable Onda - Torneo Apertura 2018 es el inicio de la temporada 2018-19 de la segunda división de Panamá.
Este torneo arrancó el viernes 10 de agosto de 2018 y el campeón esta por definirse.

## Nueva Era (Cambios)
Luego de la clasificación de Panamá al Mundial del 2018, se realizaron varios cambios en el fútbol panameño. Entre ellos fue el licenciamiento de clubes, en esta categoría solo un club no la pudo pasar y fue el Bryan F.C. de Chiriqui.
Buscando mayor competencia y que los equipos tengan más posibilidades de obtener el campeonato y más competitividad se mantuvo el mismo formato que consiste en lo siguiente: 
- Una Ronda Regular consiste en un todos contra todos, a una sola vuelta.
- Segunda Fase consiste en una eliminación directa, iniciando en:

- Cuartos de final (doble partido). 
- Semifinales (doble partidos).
-Final (partido único).

## Equipos participantes
Equipos por Provincia:
| N.º | Provincia          | Equipos                                                         |
| --- | ------------------ | --------------------------------------------------------------- |
| 4   | Ciudad de Panamá   | Leones de América, Rio Abajo, San Martín FC y Atlético Nacional |
| 2   | Colón              | Colón C-3, Centenario                                           |
| 1   | Panamá Oeste       | Panamá Oeste                                                    |
| 1   | Chiriquí           | Atlético Chiriqui                                               |
| 1   | Herrera Los Santos | Azuero FC                                                       |
| 1   | Veraguas           | Atlético Veraguense                                             |

## Clasificación
|     | Equipos             | PJ | PG | PE | PP | GF | GC | Dif. | Pts. |
| --- | ------------------- | -- | -- | -- | -- | -- | -- | ---- | ---- |
| 1.  | Centenario          | 9  | 4  | 4  | 1  | 15 | 11 | 4    | 16   |
| 2.  | San Martín          | 9  | 3  | 6  | 0  | 6  | 2  | 4    | 15   |
| 3.  | Atlético Chiriqui   | 9  | 5  | 0  | 4  | 13 | 9  | 4    | 15   |
| 4.  | Colón C-3           | 9  | 2  | 6  | 1  | 6  | 5  | 1    | 12   |
| 5.  | Atlético Nacional   | 9  | 2  | 5  | 2  | 9  | 6  | 3    | 11   |
| 6.  | Rio Abajo           | 9  | 2  | 5  | 2  | 5  | 7  | -2   | 11   |
| 7.  | Leones de América   | 9  | 2  | 4  | 3  | 8  | 8  | 0    | 10   |
| 8.  | Azuero              | 9  | 1  | 6  | 2  | 6  | 8  | -2   | 9    |
| 9.  | Panamá Oeste        | 9  | 2  | 3  | 4  | 9  | 12 | -3   | 9    |
| 10. | Atlético Veragüense | 9  | 0  | 5  | 4  | 5  | 14 | -9   | 5    |

|  | Clasifican a cuartos de final |
|  | Último lugar                  |

### Evolución de la clasificación
| Centenario                        | 3  | 2  | 1  |  |  |  |  |  |  |
| San Martín                        | 4  | 5  | 2  |  |  |  |  |  |  |
| Nacional                          | 5  | 1  | 3  |  |  |  |  |  |  |
| Leones                            | 8  | 4  | 4  |  |  |  |  |  |  |
| Colón C-3                         | 7  | 3  | 5  |  |  |  |  |  |  |
| Azuero                            | 2  | 7  | 6  |  |  |  |  |  |  |
| Atlético Chiriqui                 | 1  | 6  | 7  |  |  |  |  |  |  |
| Veraguense                        | 6  | 8  | 8  |  |  |  |  |  |  |
| Panamá Oeste                      | 9  | 9  | 9  |  |  |  |  |  |  |
| Rio Abajo                         | 10 | 10 | 10 |  |  |  |  |  |  |
| Última actualización:20 de agosto |    |    |    |  |  |  |  |  |  |

## Resultados
| Jornada 1         | Jornada 1 | Jornada 1           | Jornada 1    | Jornada 1               | Jornada 1 |
| Local             | Resultado | Visitante           | Fecha        | Estadio                 | Hora      |
| ----------------- | --------- | ------------------- | ------------ | ----------------------- | --------- |
| Atlético Nacional | 0 - 0     | Colón C-3           | 10 de agosto | Maracaná                | 20:00     |
| Leones de América | 0 - 0     | Atlético Veraguense | 10 de agosto | Luis E. Cascarita Tapia | 20:00     |
| Azuero            | 1 - 0     | Rio Abajo           | 11 de agosto | Los Milagros            | 19:00     |
| San Martín        | 1 - 1     | Centenario          | 12 de julio  | Luis E. Cascarita Tapia | 17:00     |
| Panamá Oeste      | 1 - 2     | Atlético Chiriqui   | 12 de julio  | Agustín Muquita Sánchez | 18:00     |

| Jornada 2           | Jornada 2 | Jornada 2         | Jornada 2    | Jornada 2               | Jornada 2 |
| Local               | Resultado | Visitante         | Fecha        | Estadio                 | Hora      |
| ------------------- | --------- | ----------------- | ------------ | ----------------------- | --------- |
| Rio Abajo           | 0 - 3     | Atlético Nacional | 16 de agosto | Luis E. Cascarita Tapia | 18:00     |
| Leones de América   | 2 - 0     | Azuero            | 16 de agosto | Luis E. Cascarita Tapia | 21:00     |
| Colón C-3           | 2 - 0     | Panamá Oeste      | 18 de agosto | Armando Dely Valdés     | 18:00     |
| Atlético Veragüense | 2 - 4     | Centenario        | 18 de agosto | Los Milagros            | 19:00     |
| Atlético Chiriqui   | 0 - 1     | San Martín        | 18 de agosto | Bugaba                  | 19:00     |

| Jornada 3           | Jornada 3 | Jornada 3         | Jornada 3    | Jornada 3               | Jornada 3 |
| Local               | Resultado | Visitante         | Fecha        | Estadio                 | Hora      |
| ------------------- | --------- | ----------------- | ------------ | ----------------------- | --------- |
| Centenario          | 1 - 0     | Atlético Chiriqui | 24 de agosto | Armando Dely Valdés     | 20:00     |
| San Martín          | 2 - 0     | Colón C-3         | 24 de agosto | Cascarita Tapia         | 20:00     |
| Panamá Oeste        | 0 - 0     | Rio Abajo         | 25 de agosto | Agustín Muquita Sánchez | 17:00     |
| Atlético Veragüense | 1 - 1     | Azuero            | 25 de agosto | Los Milagros            | 19:00     |
| Atlético Nacional   | 1 - 1     | Leones de América | 26 de agosto | Maracaná                | 17:00     |

| Jornada 4           | Jornada 4 | Jornada 4         | Jornada 4       | Jornada 4           | Jornada 4 |
| Local               | Resultado | Visitante         | Fecha           | Estadio             | Hora      |
| ------------------- | --------- | ----------------- | --------------- | ------------------- | --------- |
| Rio Abajo           | 0 - 0     | San Martín        | 31 de agosto    | Cascarita Tapia     | 20:00     |
| Colón C-3           | 0 - 0     | Centenario        | 1 de septiembre | Armando Dely Valdés | 18:00     |
| Azuero              | 1 - 1     | Atlético Nacional | 1 de septiembre | Los Milagros        | 19:00     |
| Leones de América   | 3 - 2     | Panamá Oeste      | 1 de septiembre | Cascarita Tapia     | 20:00     |
| Atlético Veragüense | 0 - 4     | Atlético Chiriqui | 2 de septiembre | Los Milagros        | 18:00     |

| Jornada 5         | Jornada 5 | Jornada 5           | Jornada 5       | Jornada 5               | Jornada 5 |
| Local             | Resultado | Visitante           | Fecha           | Estadio                 | Hora      |
| ----------------- | --------- | ------------------- | --------------- | ----------------------- | --------- |
| Centenario        | 0 - 0     | Rio Abajo           | 8 de septiembre | Armando Dely Valdés     | 18:00     |
| Atlético Chiriqui | 1 - 2     | Colón C-3           | 8 de septiembre | Bugaba                  | 19:00     |
| Panamá Oeste      | 2 - 2     | Azuero              | 9 de septiembre | Agustín Muquita Sánchez | 16:00     |
| San Martín        | 0 - 0     | Leones de América   | 9 de septiembre | Cascarita Tapia         | 17:00     |
| Atlético Nacional | 2 - 0     | Atlético Veraguense | 9 de septiembre | Agustín Muquita Sánchez | 19:00     |

| Jornada 6         | Jornada 6 | Jornada 6           | Jornada 6        | Jornada 6               | Jornada 6 |
| Local             | Resultado | Visitante           | Fecha            | Estadio                 | Hora      |
| ----------------- | --------- | ------------------- | ---------------- | ----------------------- | --------- |
| Atlético Nacional | 1 - 2     | Centenario          | 14 de septiembre | Cascarita Tapia         | 20:00     |
| Colon C-3         | 0 - 0     | Leones de América   | 15 de septiembre | Armando Dely Valdés     | 18:00     |
| Azuero            | 1 - 2     | Atlético Chiriqui   | 15 de septiembre | Los Milagros            | 19:00     |
| Rio Abajo         | 1 - 1     | Atlético Veraguense | 15 de septiembre | Cascarita Tapia         | 21:00     |
| Panamá Oeste      | 0 - 1     | San Martín          | 16 de septiembre | Agustín Muquita Sánchez | 16:00     |

| Jornada 7 | Jornada 7 | Jornada 7 | Jornada 7 | Jornada 7 | Jornada 7 |
| Local     | Resultado | Visitante | Fecha     | Estadio   | Hora      |
| --------- | --------- | --------- | --------- | --------- | --------- |
|           |           |           |           |           |           |
|           |           |           |           |           |           |
|           |           |           |           |           |           |
|           |           |           |           |           |           |
|           |           |           |           |           |           |

| Jornada 8 | Jornada 8 | Jornada 8 | Jornada 8 | Jornada 8 | Jornada 8 |
| Local     | Resultado | Visitante | Fecha     | Estadio   | Hora      |
| --------- | --------- | --------- | --------- | --------- | --------- |
|           |           |           |           |           |           |
|           |           |           |           |           |           |
|           |           |           |           |           |           |
|           |           |           |           |           |           |
|           |           |           |           |           |           |

| Jornada 9 | Jornada 9 | Jornada 9 | Jornada 9 | Jornada 9 | Jornada 9 |
| Local     | Resultado | Visitante | Fecha     | Estadio   | Hora      |
| --------- | --------- | --------- | --------- | --------- | --------- |
|           |           |           |           |           |           |
|           |           |           |           |           |           |
|           |           |           |           |           |           |
|           |           |           |           |           |           |
|           |           |           |           |           |           |

### Fase Eliminatoria
|  | Cuartos de final                                             | Cuartos de final                                             | Cuartos de final                                             | Cuartos de final                                             |   |    | Semifinales                     | Semifinales                     | Semifinales                     | Semifinales                     |  |  | Final           | Final           | Final           |  |
|  | IDA: 12 - 13 y 14 de octubre VUELTA: 19 - 20 y 21 de octubre | IDA: 12 - 13 y 14 de octubre VUELTA: 19 - 20 y 21 de octubre | IDA: 12 - 13 y 14 de octubre VUELTA: 19 - 20 y 21 de octubre | IDA: 12 - 13 y 14 de octubre VUELTA: 19 - 20 y 21 de octubre |   |    | IDA: 27 y 28 de octubre VUELTA: | IDA: 27 y 28 de octubre VUELTA: | IDA: 27 y 28 de octubre VUELTA: | IDA: 27 y 28 de octubre VUELTA: |  |  | 11 de noviembre | 11 de noviembre | 11 de noviembre |  |
|  |                                                              |                                                              |                                                              |                                                              |   |    |                                 |                                 |                                 |                                 |  |  |                 |                 |                 |  |
|  |                                                              |                                                              |                                                              |                                                              |   |    |                                 |                                 |                                 |                                 |  |  |                 |                 |                 |  |
|  | 1°                                                           | Centenario                                                   | 0                                                            | 0                                                            |   |    |                                 |                                 |                                 |                                 |  |  |                 |                 |                 |  |
|  | 1°                                                           | Centenario                                                   | 0                                                            | 0                                                            |   |    |                                 |                                 |                                 |                                 |  |  |                 |                 |                 |  |
|  | 8°                                                           | Azuero                                                       | 1                                                            | 1                                                            |   |    |                                 |                                 |                                 |                                 |  |  |                 |                 |                 |  |
|  | 8°                                                           | Azuero                                                       | 1                                                            | 1                                                            |   | 8° | Azuero                          | 1                               |                                 |                                 |  |  |                 |                 |                 |  |
|  |                                                              |                                                              |                                                              |                                                              |   | 8° | Azuero                          | 1                               |                                 |                                 |  |  |                 |                 |                 |  |
|  |                                                              |                                                              | 4°                                                           | Colón C-3                                                    | 1 |    |                                 |                                 |                                 |                                 |  |  |                 |                 |                 |  |
|  | 4°                                                           | Colón C-3                                                    | 4°                                                           | Colón C-3                                                    | 1 | 0  | 1                               |                                 |                                 |                                 |  |  |                 |                 |                 |  |
|  | 4°                                                           | Colón C-3                                                    |                                                              |                                                              |   |    |                                 |                                 |                                 |                                 |  |  |                 |                 |                 |  |
|  | 5°                                                           | Atlético Nacional                                            | 0                                                            | 0                                                            |   |    |                                 |                                 |                                 |                                 |  |  |                 |                 |                 |  |
|  | 5°                                                           | Atlético Nacional                                            | 0                                                            | 0                                                            |   |    |                                 |                                 |                                 |                                 |  |  |                 |                 |                 |  |
|  |                                                              |                                                              |                                                              |                                                              |   |    |                                 |                                 |                                 |                                 |  |  |                 |                 |                 |  |
|  |                                                              |                                                              |                                                              |                                                              |   |    |                                 |                                 |                                 |                                 |  |  |                 |                 |                 |  |
|  | 2°                                                           | San Martín                                                   | 1                                                            | 1                                                            |   |    |                                 |                                 |                                 |                                 |  |  |                 |                 |                 |  |
|  | 2°                                                           | San Martín                                                   | 1                                                            | 1                                                            |   |    |                                 |                                 |                                 |                                 |  |  |                 |                 |                 |  |
|  | 7°                                                           | Leones de América                                            | 1                                                            | 1                                                            |   |    |                                 |                                 |                                 |                                 |  |  |                 |                 |                 |  |
|  | 7°                                                           | Leones de América                                            | 1                                                            | 1                                                            |   | 7° | Leones de América               |                                 |                                 |                                 |  |  |                 |                 |                 |  |
|  |                                                              |                                                              |                                                              |                                                              |   | 7° | Leones de América               |                                 |                                 |                                 |  |  |                 |                 |                 |  |
|  |                                                              |                                                              | 3°                                                           | Atlético Chiriqui                                            |   |    |                                 |                                 |                                 |                                 |  |  |                 |                 |                 |  |
|  | 3°                                                           | Atlético Chiriqui                                            | 3°                                                           | Atlético Chiriqui                                            | 2 | 3  |                                 |                                 |                                 |                                 |  |  |                 |                 |                 |  |
|  | 3°                                                           | Atlético Chiriqui                                            |                                                              |                                                              |   |    |                                 |                                 |                                 |                                 |  |  |                 |                 |                 |  |
|  | 6°                                                           | Rio Abajo                                                    | 2                                                            | 0                                                            |   |    |                                 |                                 |                                 |                                 |  |  |                 |                 |                 |  |
|  | 6°                                                           | Rio Abajo                                                    | 2                                                            | 0                                                            |   |    |                                 |                                 |                                 |                                 |  |  |                 |                 |                 |  |
|  |                                                              |                                                              |                                                              |                                                              |   |    |                                 |                                 |                                 |                                 |  |  |                 |                 |                 |  |

- Datos: Q56318722